# Мерень (Концешть, Димбовіца)
Мерень, Мерені (рум. Mereni) — село у повіті Димбовіца в Румунії. Входить до складу комуни Концешть.
Село розташоване на відстані 41 км на північний захід від Бухареста, 32 км на південний схід від Тирговіште, 106 км на південь від Брашова.

## Населення
За даними перепису населення 2002 року у селі проживали 214 осіб, з них 213 осіб (99,5%) румунів. Рідною мовою 213 осіб (99,5%) назвали румунську.